# 圣莫里斯迪比
圣莫里斯迪比（法語：Saint-Maurice-d'Ibie，法語發音：[sɛ̃ moʁis dibi]）是法国阿尔代什省的一个市镇，属于拉让蒂耶尔区。

## 地理
圣莫里斯迪比（44°30'4"N, 4°28'59"E）面积23.3 平方千米，位于法国奥弗涅-罗讷-阿尔卑斯大区阿尔代什省，该省份为法国东南部内陆省份，北起顺时针与卢瓦尔省、伊泽尔省、德龙省、沃克吕兹省、加尔省、洛泽尔省和上盧瓦爾省接壤。
与圣莫里斯迪比接壤的市镇（或旧市镇、城区）包括：格拉、拉戈尔斯、罗什科隆布、圣昂代奥勒德贝尔、瓦尔维涅尔、贝尔新城。

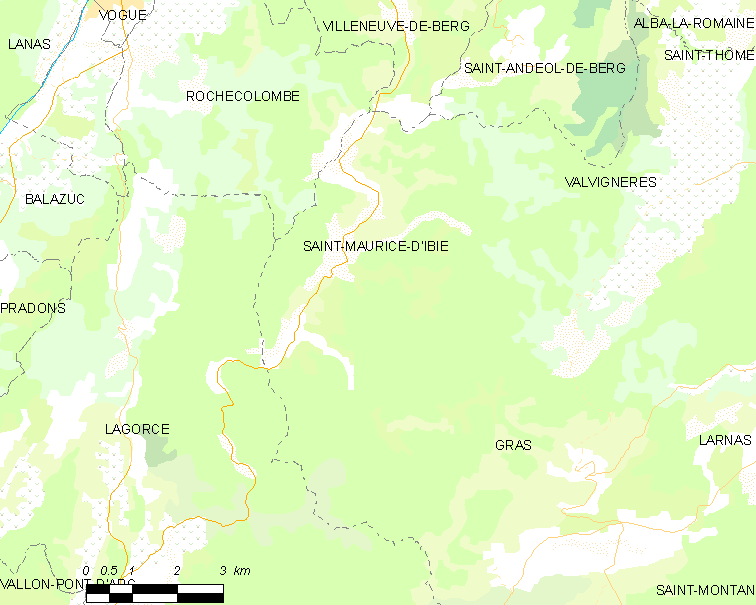
圣莫里斯迪比的OSM定位图

圣莫里斯迪比的时区为UTC+01:00、UTC+02:00（夏令时）。

## 行政
圣莫里斯迪比的邮政编码为07170，INSEE市镇编码为07273。

## 政治
圣莫里斯迪比所属的省级选区为贝尔-埃尔维县。

## 人口

1962-2008年间圣莫里斯迪比人口变化图示

圣莫里斯迪比于2022年1月1日时的人口数量为213人。